# Dendrophthora mancinellae
Dendrophthora mancinellae är en sandelträdsväxtart som beskrevs av August Wilhelm Eichler. Dendrophthora mancinellae ingår i släktet Dendrophthora och familjen sandelträdsväxter. Inga underarter finns listade i Catalogue of Life.